# Gilbert Devaux
Pour les articles homonymes, voir Devaux.
 (février 2018).
Gilbert Walter Devaux est un haut fonctionnaire du ministère des Finances et dirigeant d'entreprises français, né le 21 octobre 1906 à Neuilly-sur-Seine, et mort dans cette même ville le 22 octobre 1981. 

## Biographie
Gilbert Devaux fait ses études secondaires au Lycée Pasteur de Neuilly-sur-Seine, puis obtient une licence de littérature française, de psychosociologie et de droit à l'université de Paris. Il commence un doctorat en droit administratif et économie politique.
Il passe le concours d’entrée à l’Inspection générale des finances en 1932, puis occupe divers postes de fonctionnaire. En 1938, il est conseiller technique du Comité de réorganisation administrative et en mars 1940, chargé de mission à la Présidence du Conseil.
En juin 1940, pendant l'occupation de la France par les Nazis, il tente d'acheminer des fonds secrets aux États-Unis avec son ami et collègue Dominique Leca mais les deux hommes sont arrêtés en chemin par la Sûreté espagnole. 
Il rejoint l’Angleterre, où il est arrêté par les services britanniques et d'abord placé en résidence surveillée à York. Il est finalement affecté en mai 1944 à la section française du BBC World Service, au sein de laquelle il rédige les éditoriaux de Cadran, magazine d’amitié franco-britannique édité en français. Après la guerre, il reste en Angleterre jusqu’en 1947, année où un jury d’honneur décide de sa réintégration dans la fonction publique.
De retour à Paris, il occupe diverses fonctions jusqu'à sa réintégration dans l'administration en 1949.
En 1955, il est nommé professeur à l’ENA, où il assure des cours jusqu’en 1960.
Il est directeur du Budget de 1957 à 1960, lors du passage de la IVe à la Ve République et de la mise en œuvre de la réforme des finances publiques. Il rédige notamment l’ordonnance organique du 2 janvier 1959.
Il occupe ensuite les fonctions d'administrateur d'EDF (1959-1963) et de président de la CNR (1960-1972). Il est alors inspecteur des Finances en service détaché, et Directeur Général honoraire au ministère des Finances. 
Il est président de la compagnie nationale d’assurance l’Urbaine-Incendie (1960-1968), conseiller technique de l’U.A.P et président directeur général d’Épargne Investissement[réf. souhaitée].
Il est président du « Demi-siècle de Paris » (1970-1976) En 1977, il publie une série d'articles dans le journal Le Monde pour alimenter un « Bulletin de santé de l'administration française »[réf. souhaitée],,. Il meurt en 1981.

## Famille
Il est le fils d’Albert Devaux, neurologue et co-directeur d'une clinique privée et de Marie Studemund, fille ainée de Wilhelm Studemund, philologue allemand et professeur à l'université de Strasbourg. Il se marie le 10 sept 1936 à Suzanne Nollin (1900-1989) avec qui il a deux enfants (Philippe Devaux et Dominique Merklen).

## Décoration
- Commandeur de l'ordre du Mérite civil (1960)[15]

## Publications
- Gilbert Devaux, La Comptabilité publique, Les Principes, t. 1, Paris, Presses Universitaires, 1957[16].